# Green Bay Packers 1997
La stagione 1997 dei Green Bay Packers è stata la 77ª della franchigia nella National Football League. La stagione si chiuse con il secondo titolo della NFC consecutivo ma i favoriti Packers persero a sorpresa per 31–24 contro i Denver Broncos nel Super Bowl XXXII. 
Dopo una stagione dominante nel 1996 conclusasi con la vittoria del Super Bowl XXXI, molti si attendevano che i Packers si ripetessero come campioni nel 1997. Durante il training camp, la safety LeRoy Butler, tra gli altri, ipotizzò che i Packers potessero concludere con un record di 19–0. Questa impressione attirò maggior attenzione dopo che la squadra vinse tutte le cinque gare di pre-stagione. Ad ogni modo il sogno di una stagione da imbattuti si chiuse già nella settimana 2 con una sconfitta a Filadelfia.
Dopo una partenza lenta con un record di 3-2, i Packers si rifecero nella seconda parte del campionato, chiudendo con un record di 13–3 e per il secondo anno consecutivo vincendo tutte le partite in casa. Nei playoff, Green Bay batté i Tampa Bay Buccaneers al Lambeau Field nel divisional round e i San Francisco 49ers al 3Com Park nella finale della NFC. Alcuni media ritennero la finale della NFC "il vero Super Bowl" a causa del dominio nella lega dei Packers e dei 49ers e per la relativa inferiorità della AFC nei recenti Super Bowl. Per Green Bay fu la terza volta consecutiva che batté i 49ers nei playoff.
Alla vigilia del Super Bowl XXXII i Packers erano favoriti di 11 punti e mezzo. Ciò derivò dal fatto che Green Bay era campione in carica, perché la AFC veniva da 13 sconfitte consecutive nella finalissima e perché Denver aveva perso i suoi quattro precedenti Super Bowl. La gara vide diversi cambi di leadership, in uno dei Super Bowl più eccitanti della storia. I Broncos andarono a vincere per 31–24, con John Elway che vinse il suo primo a titolo a 37 anni. Anni dopo, Brett Favre disse che i Broncos erano molto sottovalutati e che le loro innovative strategie confusero i Packers.
Il quarterback Brett Favre fu nominato MVP della NFL per il terzo anno consecutivo nel 1997, il primo e unico riuscirvi.

## Roster
| Roster dei Green Bay Packers nel 1996 |
| --- |
| Quarterback - Steve Bono - Brett Favre - Doug Pederson Running Back - Aaron Hayden - William Henderson FB - Travis Jervey - Dorsey Levens Wide Receiver - Don Beebe - Robert Brooks - Antonio Freeman - Derrick Mayes PR - Terry Mickens - Bill Schroeder KR/PR Tight End - Mark Chmura - Tyrone Davis - Jeff Thomason Offensive Linemen - Joe Andruzzi G - Jeff Dellenbach C/G - Earl Dotson T - John Michels T - Marco Rivera G - Aaron Taylor G - Adam Timmerman G - Ross Verba T - Bruce Wilkerson T - Frank Winters C Defensive Linemen - Gilbert Brown DT - Santana Dotson DT - Paul Frase DE - Darius Holland DT - Bob Kuberski DT - Keith McKenzie DE - Jermaine Smith DT - Reggie White DE - Gabe Wilkins DE Linebacker - Bernardo Harris MLB - Lamont Hollinquest OLB - Seth Joyner OLB - Brian Williams OLB Defensive Back - LeRoy Butler SS - Mark Collins FS - Chris Darkins CB - Doug Evans CB - Blaine McElmurry CB/S - Roderick Mullen CB - Mike Prior FS - Eugene Robinson FS - Darren Sharper SS - Tyrone Williams CB Special Team - Rob Davis LS - Craig Hentrich P - Ryan Longwell K Lista delle riserve - Edgar Bennett RB (IR) - Brett Conway K (IR) - Mike Flanagan C (PUP) - Anthony Hicks LB (IR) - George Koonce MLB (PUP) - Craig Newsome CB (IR) Squadra di allenamento - Ronnie Anderson WR |
| Legenda - I rookie sono in corsivo. - Il primo ruolo è il principale mentre gli eventuali successivi indicano i ruoli secondari. - (IR) sta per Injured Reserve ed indica la lista ristretta per un solo giocatore infortunato che può tornare ad allenarsi dopo la settimana 6 e a rientrare in prima squadra dopo che questa ha giocato 8 partite. - (NF-Inj.) / (NF-Ill.) stanno rispettivamente per Non-Football Injured e Non-Football Illness ed indicano le liste dove viene inserito un giocatore che ha un infortunio o una malattia non dipendente dal football americano. - (PUP) sta per Physically Unable to Perform ed indica la lista dove viene inserito un giocatore mentre è in attesa di recuperare la condizione fisica. Nella stagione regolare dopo la sesta partita giocata dalla propria squadra, il giocatore ha tempo tre settimane per riprendere ad allenarsi, più tre settimane aggiuntive dal suo rientro agli allenamenti per rientrare in prima squadra. |

## Calendario
| Stagione regolare |                    |                         |                    |                    |                              |                    |
| Turno             | Data               | Avversario              | Risultato          | Record             | Stadio                       | Pubblico           |
| 1                 | 1 settembre        | Chicago Bears           | V 38–24            | 1–0                | Lambeau Field                | 60,766             |
| 2                 | 7 settembre        | at Philadelphia Eagles  | S 9–10             | 1–1                | Veterans Stadium             | 66,803             |
| 3                 | 14 settembre       | Miami Dolphins          | V 23–18            | 2–1                | Lambeau Field                | 60,075             |
| 4                 | 21 settembre       | Minnesota Vikings       | V 38–32            | 3–1                | Lambeau Field                | 60,115             |
| 5                 | 28 settembre       | at Detroit Lions        | S 15–26            | 3–2                | Pontiac Silverdome           | 78,110             |
| 6                 | 5 ottobre          | Tampa Bay Buccaneers    | V 21–16            | 4–2                | Lambeau Field                | 60,100             |
| 7                 | 12 ottobre         | at Chicago Bears        | V 24–23            | 5–2                | Soldier Field                | 62,212             |
| 8                 | Settimana di pausa | Settimana di pausa      | Settimana di pausa | Settimana di pausa | Settimana di pausa           | Settimana di pausa |
| 9                 | 27 ottobre         | at New England Patriots | V 28–10            | 6–2                | Foxboro Stadium              | 59,972             |
| 10                | 2 novembre         | Detroit Lions           | V 20–10            | 7–2                | Lambeau Field                | 60,126             |
| 11                | 9 novembre         | St. Louis Rams          | V 17–7             | 8–2                | Lambeau Field                | 60,093             |
| 12                | 16 novembre        | at Indianapolis Colts   | S 38–41            | 8–3                | RCA Dome                     | 60,928             |
| 13                | 23 novembre        | Dallas Cowboys          | V 45–17            | 9–3                | Lambeau Field                | 60,111             |
| 14                | 1 dicembre         | at Minnesota Vikings    | V 27–11            | 10–3               | Hubert H. Humphrey Metrodome | 64,001             |
| 15                | 7 dicembre         | at Tampa Bay Buccaneers | V 17–6             | 11–3               | Houlihan's Stadium           | 73,523             |
| 16                | 14 dicembre        | at Carolina Panthers    | V 31–10            | 12–3               | Ericsson Stadium             | 70,887             |
| 17                | 20 dicembre        | Buffalo Bills           | V 31–21            | 13–3               | Lambeau Field                | 60,108             |

Note: gli avversari della propria division sono in grassetto.

### Playoff
| Playoff                |                                           |                                           |                                           |                                           |                                           |                                           |                                           |
| Turno                  | Data                                      | Avversario (seed)                         | Risultato                                 | Record                                    | Stadio                                    | Pubblico                                  |                                           |
| Wild Card              | Qualificati direttamente al secondo turno | Qualificati direttamente al secondo turno | Qualificati direttamente al secondo turno | Qualificati direttamente al secondo turno | Qualificati direttamente al secondo turno | Qualificati direttamente al secondo turno | Qualificati direttamente al secondo turno |
| NFC Divisional Playoff | 4 gennaio 1998                            | Tampa Bay Buccaneers (4)                  | V 21–7                                    | 1–0                                       | Lambeau Field                             | 60,327                                    |                                           |
| NFC Championship Game  | 11 gennaio 1998                           | San Francisco 49ers (1)                   | V 23–10                                   | 2–0                                       | Candlestick Park                          | 68,987                                    |                                           |
| Super Bowl XXXII       | 25 gennaio 1998                           | Denver Broncos (A4)                       | S 31–24                                   | 2–1                                       | Qualcomm Stadium                          | 68,912                                    |                                           |

## Classifiche
| NFL Central              |    |    |   |      |     |     |     |
|                          | V  | S  | P | %    | PF  | PS  | STR |
| (2) Green Bay Packers    | 13 | 3  | 0 | .813 | 422 | 282 | V5  |
| (4) Tampa Bay Buccaneers | 10 | 6  | 0 | .625 | 299 | 263 | V1  |
| (5) Detroit Lions        | 9  | 7  | 0 | .563 | 379 | 306 | V2  |
| (6) Minnesota Vikings    | 9  | 7  | 0 | .563 | 354 | 359 | V1  |
| Chicago Bears            | 4  | 12 | 0 | .250 | 263 | 421 | S1  |